# Sophronica apicenigra
Sophronica apicenigra là một loài bọ cánh cứng trong họ Cerambycidae.